# Skuphonura ecuadorensis
Skuphonura ecuadorensis är en kräftdjursart som beskrevs av Brian Frederick Kensley 1980. Skuphonura ecuadorensis ingår i släktet Skuphonura och familjen Anthuridae. Inga underarter finns listade i Catalogue of Life.